# Antoine Lantieri
 (novembre 2019).
Antoine Lantieri est né à Paris le 30 août 1952.
Il commence des études d'architecture à Saint-Luc de Tournai et obtient son diplôme en 1978 à l’École Spéciale d’Architecture. 
Puis il fait de la BD, du dessin de presse et  travaille pour la pub.
Après avoir rencontré Dominique Cantien, il conçoit et réalise en 1985 le générique de C'est encore mieux l'après-midi (Antenne 2).
En 1991, il réalise le générique de l'émission Les absents ont toujours tort en images de synthèse pour Mac Guff Ligne diffusé sur La Cinq.
En 1992, il crée le générique du débat sur Maastricht Aujourd'hui l'Europe: le président de la République face aux français. Présenté par Guillaume Durand et réalisé par Philippe Lallemand le 3 septembre 1992 diffusé sur TF1. Mitterrand débat en direct avec Philippe Seguin et Jean d’Ormesson pour défendre le « oui ».
Il conçoit la charte graphique de La Cinquième en décembre avec Philippe Lallemant et Martial Valenchon.
En 1998, il obtient le Prix PIXEL-INA Génériques-Habillages de chaine avec Marc Tatou pour le générique de la Coupe du Monde de football commandé par la Fifa et diffusé à l’international.
En novembre, il conçoit le générique de Ushuaia Nature (TF1) pour Nicolas Hulot, avec Marc Tatou et Pascal Anciaux.
Puis, pour Marc-Olivier Fogiel , il réalise le génériques de Le Fabuleux Destin de... (France 3) présentée par Isabelle Giordano en 2002, puis celui de + Clair (Canal +) en 2007.
Il travaille actuellement en tant que peintre et plasticien.